# Amylocorticium
Amylocorticium es un género de Fungi perteneciente a la familia Amylocorticiaceae. El género tiene una distribución extendida y contiene 11 especies.

## Especies
- Amylocorticium africanum
- Amylocorticium canadense
- Amylocorticium cebennense
- Amylocorticium cumminsii
- Amylocorticium indicum
- Amylocorticium mauiense
- Amylocorticium pedunculatum
- Amylocorticium rhodoleucum
- Amylocorticium suaveolens
- Amylocorticium subincarnatum
- Amylocorticium subsulphureum